# Darko Pančev
Darko Pančev (en macédonien : Дарко Панчев), né le 7 septembre 1965 à Skopje, est un footballeur international macédonien.
Darko Pančev est le meilleur buteur du football européen en 1991. Il a ainsi gagné le Soulier d'or européen. Avant d'être sélectionné dans l'équipe de Macédoine, il a connu 27 sélections (17 buts) en équipe de Yougoslavie entre 1984 et 1991.

## Biographie
Sa carrière a commencé en 1982 au Vardar Skopje. Il a décidé par la suite de partir jouer, en 1988, au sein de l'Étoile Rouge de Belgrade, avec qui il a joué durant 4 ans, marqué 84 buts, et même gagné la Coupe d'Europe des clubs champions (aujourd'hui nommé Ligue des champions) en 1991 face à l'Olympique de Marseille. On l'a considéré comme l'un des plus puissants buteurs au monde. Beaucoup de supporteurs de l'Étoile Rouge de Belgrade se souviennent de Pančev comme le joueur qui a tiré le pénalty décisif durant la finale de la Coupe d'Europe des clubs champions. Pour la première fois, en 50 ans d'existence, ce but a rendu de prestigieux honneurs à l'équipe pour son rôle dans le football européen.
Cette même année, il remporte le Soulier d'or mais ne recevra le trophée qu'en 2006 lors d'une tournée de Michel Platini dans les pays de l'Est pour sa campagne électorale à la présidence de l'UEFA. Il n'a pu le recevoir en 1991 à cause de la guerre.
En 1992, il signe pour l'Inter Milan. Il ne peut mettre en avant ses talents de footballeur du fait d'une grave blessure. Il joue juste 16 matchs en marquant 6 buts. Il est prêté en janvier 1994 au VfB Leipzig, où il participe à 10 matchs et marque 2 buts.
En 1994, il fait partie de l'équipe nationale de Macédoine en étant considéré comme le joueur star. Durant la saison 1994-1995, il retourne à l'Inter de Milan, et joue 13 matchs en marquant 4 buts, avant de quitter les Nerazzurri afin de rejoindre le Fortuna Düsseldorf la saison suivante (15 matchs, 3 buts).
Il finit sa carrière au FC Sion, équipe suisse, en 1997. Actuellement[Quand ?], il travaille au sein de la fédération macédonienne de football.

## Palmarès

### En club
- Vainqueur de la Coupe intercontinentale en 1991 avec l'Étoile rouge de Belgrade
- Vainqueur de la Coupe d'Europe des Clubs Champions en 1991 avec l'Étoile rouge de Belgrade
- Champion de Yougoslavie en 1990, en 1991 et en 1992 avec l'Étoile rouge de Belgrade
- Vainqueur de la Coupe de Yougoslavie en 1990 avec l'Étoile rouge de Belgrade
- Finaliste de la Coupe de Yougoslavie en 1991 et en 1992 avec l'Étoile rouge de Belgrade

### Distinctions individuelles
- Soulier d'or européen en 1991
- Meilleur buteur du Championnat de Yougoslavie en 1984 (19 buts), en 1990 (25 buts), en 1991 (34 buts) et en 1992 (25 buts)
- Joueur en Or de l'UEFA pour la Macédoine en 2004